# Армянский кафедральный собор (Львов)
Армя́нский кафедра́льный собо́р Успе́ния Пресвято́й Богоро́дицы — один из наиболее древних религиозных архитектурных памятников Львова на территории современной Украины. Входит в состав архитектурных памятников исторического центра Львова — так называемого Старого города. Внесён во Всемирное наследие ЮНЕСКО.
Находится на ул. Армянской, 7-13.

## История
Согласно памятному знаку, установленному у входа в собор, начало строительства каменного здания храма началось в 1356 году на месте деревянной армянской церкви XII века. Один из самых древних памятников Львова строился архитектором Дорингом (Доре, Дорко) на средства армянских купцов Якова из Кафы и Фаноса из Кайсери, Каппадокия. Многие исследователи предполагают, что в его строительстве принимали участие армянские мастера, так как памятник имеет много общих черт с собором в Ани.
В 1630 году армянской епископ Львовa Николай Торосович вступил в унию с Римом. Во дворе собора на плитах захоронений сохранились надписи на латыни, польском и армянском языках. В 1690 году основан армянский женский монастырь по уставу Святого Бенедикта.
После смерти архиепископа Исаака Исаковича в 1901 году под руководством его преемника Юзефа Теофила Теодоровича реконструкция и реставрация храма была выполнена в стиле модерн.
В советское время Армянский собор в связи с ликвидацией Львовского армяно-католического архиепископства был закрыт. 26 ноября 1945 году был арестован администратор архиепископства, в. Дионисий Каетанович и три других священников. Почти все армяне были вынуждены уехать в Польшу.
В соборе сначала было устроено хранилище Львовской картинной галереи, а с 1953 года — хранилище львовского музея имени В. И. Ленина. В январе 2000 года храм передали верующим, но не Армяно-католической, а Армянской апостольской церкви, так как во Львове практически не осталось армян-католиков.
6 января 2001 года состоялось первое после длительного перерыва богослужение в Армянском соборе.
Летом 1978 года в пределах собора происходили съёмки дуэли из художественного фильма Д’Артаньян и три мушкетёра.
В 2005 году во внутреннем дворе собора в 90-летнюю годовщину геноцида армян 1915 года был установлен хачкар, изготовленный камнерезами Армении.
5 марта 2022 года из-за войны России против Украины статую Иисуса Христа вывезли на хранение в бункер, как это было во время Второй мировой войны.

## Ансамбль собора
Ансамбль армянской церкви расположен на территории исторического Львова, в той его части, где селились армяне.
Собор является архитектурным центром комплекса, вокруг которого группируются остальные сооружения, образуя три небольших замкнутых дворика:
- башня-колокольня над входом во двор, которую выстроил архитектор Пётр Красовский в 1571 году; возвращена армянской общине решением львовского горсовета в декабре 2007 года[4].
- декоративная колонна с фигурой Святого Христофора (1726 год), которая стоит на дворе;
- здание бывшего армянского банка (XVII век);
- дворец армянских архиепископов (XVII—XVIII век, в настоящее время не принадлежит армянской общине);
- здание бывшего монастыря армянских бенедиктинок (XVII век).

Дворик у северной стены собора с противоположной стороны ограничивает здание монастыря армянских бенедиктинок, построенное в 1682 году. Перед ним в 1881 году поставлена статуя работы Т. Дикаса. Галерея, устроенная по образцу итальянских лоджий, служит переходом из монастыря в собор, её нижний ярус — открытый, арочный, верхний — закрытый. В стену вмурованы два рельефа (XVI — начала XVII века) из местного известняка. Восточный дворик связывают с монастырским барочные ворота (1671). Он называется христофоровым, и в центре его высится памятная колонна Святого Христофора (XVIII век). Со всех сторон дворик замкнут зданиями бывшего армянского банка (XVII век), архиепископского дворца (конец XVIII века), колокольней (XVI—XVIII века), апсидами собора. Сквозной проход соединяет восточный дворик с улицей Леси Украинки. На арке ворот дата «1779 год» — время восстановления зданий после пожара 1773 года. Южный дворик соединён с восточным воротами с барочным фронтоном (1877), отделён от улицей Армянской оградой с металлической решёткой. В нише ограды с улицы помещена статуя с датой «1664» — характерный образец львовской скульптуры второй половины XVII века, по мнению некоторых исследователей принадлежащая резцу львовского мастера Мельхиора Эрлемберга. Вдоль южной стены собора тянется открытая аркада-галерея, построенная в 1437 году. Возле глухой стены дома установлен деревянный горельеф «Голгофа» (XVIII век).
|                              |                                      |              |                    |
| Колокольня Армянского собора | Колонна с фигурой Святого Христофора | Купол собора | Барельеф «Голгофа» |

## Интерьер
Просторная средняя часть собора после реконструкции 1908—1927 лет испытала значительные изменения. В рисунке нового деревянного потолка архитектор Ф. Мовчинский использовал модернизованные армянские и ориентальные мотивы, а художник Ян Хенрик Розен выполнил преисполненные метафизического содержания картины и орнаментальные росписи стен и витражей. Ян Розен пошёл путём синтеза армяно-византийской традиции с западноевропейскими тенденциями современного ему искусства в форме объединения экспрессивных средств выражения с позднесецессионной стилизацией. Особенно удались художнику, по мнению современников, «Тайная вечеря», «Распятие» и «Погребение Святого Одилона».
|                            |  |                                                 |  |                                                                |  |                               |
| Интерьер Армянского собора |  | Старейшая из сохранившихся фресок (XIV—XV века) |  | Фреска Я. Розена «Погребение Святого Одилона» (начало XX века) |  | Хачкар архиепископа Исаковича |

## Освящение собора
18 мая 2003 года собор освятил патриарх-католикос всех армян Гарегин II. После того как глава Львовской областной госадминистрации передал армянскому архиепископу Григорису ключи от храма, католикос Гарегин ІІ осуществил обряд «открытия двери» и освятил собор. На торжествах присутствовали спикер армянского парламента Армен Хачатрян, президент Союза армян Украины Нвер Мхитарян, французский певец армянского происхождения Шарль Азнавур с сыном, российский актёр Армен Джигарханян, посол Армении на Украине и посол Армении во Франции, архиепископ УПЦ Львовской и Галицкой епархии Августин (Маркевич), глава украинского Госкомитета по делам религий, а также экс-президент Украины Леонид Кравчук.